# Konstanty Michalski

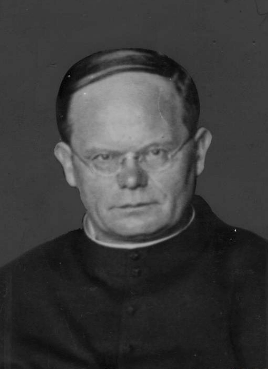
Konstanty Michalski zwischen 1914 und 1932

Konstanty Józef Michalski (* 12. April 1879 im katowicer Stadtteil Dąbrówka Mała; † 6. August 1947 in Krakau) war ein polnischer Philosoph, Historiker und römisch-katholischer Theologe. Michalski galt als einer der weltweit führenden Forscher mittelalterlicher Philosophie in der ersten Hälfte des 20. Jahrhunderts.

## Leben
Michalski wurde als Sohn des Hüttenarbeiters Ignacy Michalski und dessen Ehefrau Paulina, geborene Winkler, am 12. April 1879 geboren. Als der Junge drei Jahre alt war, verlor er seine Eltern und wuchs ab dann bei einem Onkel in Siemianowitce auf. Nach Abschluss seiner Grundschulausbildung, 1893, ging der Junge nach Krakau, um an der Oberschule der Vinzenzbrüder die Hochschulreife zu erlangen (1898). Er legte das Konkregationsgelübde ab und begann im gleichen Jahr das Studium der Theologie. Am 5. Juli 1903 wurde er zum Priester geweiht. Er nahm ein Studium der Slawistik an der Jagiellonen-Universität auf und unterrichtete polnische Sprache, Geschichte der Philosophie, und Patrologie an der Kongregationsschule. Er setzte sein Studium der Philosophie an der Katholieke Universiteit Leuven fort und wurde 1911 unter seinem Doktorvater Maurice de Wulf avec la plus grande distinction promoviert.
Abgesehen von den Kriegsjahren verbrachte Michalski den größten Teil seines weiteren Lebens an der Universität in Krakau, wo er ab 1914 Philosophie an der theologischen Fakultät lehrte. 1919 berief die Jagiellonen-Universität Michalski zum Professor ab 1921 mit eigenem Lehrstuhl. Während dieser Zeit bekleidete er viermal das Amt des Dekans der theologischen Fakultät (1923/24, 1928/29, 1935/36, 1936/37). 1931 und 32 übernahm er die Rolle des Rektors der Universität. Der Überfall auf Polen durch das deutsche Reich beendete vorerst seine Lehr- und Forschungstätigkeit. Er wurde wie der gesamte Lehrstab der Universität am 6. November 1939 verhaftet und im KZ Sachsenhausen interniert. Michalskis Wohnung wurde zwangsweise geräumt und viele seiner Bücher, Manuskripte und wissenschaftlichen Arbeiten wurden achtlos auf den Hof geworfen. Internationale Proteste führten am 6. Februar 1940 zur Freilassung vieler Internierter, verhinderten aber nicht den Tod einiger Kollegen im Lager oder später an den Folgen der Entbehrungen. Michalski wurde ohne die Möglichkeit zur wissenschaftlichen Arbeit in das ostpolnische Dorf Sichów (heute Ukraine) verbannt. Ab 1945 lehrte er wieder Philosophie in Krakau. Die ihm verbliebene Zeit reichte nicht mehr, eine Zusammenstellung seiner Arbeiten und Forschungen zu schreiben und sein Gesamtwerk bleibt bruchstückhaft.
Neben seinen universitären Ämtern arbeitete Michalskis mit der Polnische Akademie der Wissenschaften in Krakau zusammen. 1927 wurde er korrespondierendes und 1933 ordentliches Mitglied. Er vertrat die polnische Akademie 1928 in der Union Académique Internationale in Brüssel und legte dort sein gemeinsam mit Aleksander Birkenmajer erarbeitetes Projekt Corpus philosophorum medii aevi vor, das bis heute fortgeführt wird.
Michalski interessierte sich für die Philosophie des Mittelalters, insbesondere für die Scholastik und den Nominalismus in Polen. Das Interesse wurde durch den starken Einfluss ausgelöst, den die nominalistische Philosophie Johannes Buridans auf die Universität Krakau im Mittelalter ausgeübt hatte. Gemeinsam mit Pierre Duhem wurde Michalski ein Pionier in der Erforschung der Philosophie des 14. Jahrhunderts. Seine Beiträge bestanden unter anderem im Entwirren der beträchtlichen Dokumentemengen aus der damaligen Zeit, dem Zusammenstellung der Dokumente aus verschiedenen Quellen, der Sichtung der Dokumente, deren Einordnung und nach deren gründlicher Untersuchung gelegentlicher Zusammenfassungen. Michalski war der erste, der eine in die Tiefe gehende Analyse der damaligen Philosophie unternahm. Dabei untersuchte er eine erstaunliche Anzahl von Dokumenten, die er zuerst aufspüren musste, um sie in ein Gesamtbild einzubinden. Mit seiner Arbeit machte Michalski Krakau zu einem Zentrum der Mittelalterforschung.
Nach Michalskis Meinung zeigte die Philosophie des späten Mittelalters einen deutlich zunehmenden Skeptizismus, den Michalski überwiegend auf den Einfluss von Wilhelm von Ockham zurückführte. Und obwohl sich Michalski nach Meinung von Claude Panaccio aus einer thomistischen Richtung den mittelalterlichen Philosophen zuwandte und trotz einiger Irrtümer kam Michalski zu einer im Grunde korrekten Einschätzung der Situation.

## Ehrungen
1927 wurde Michalski zum Mitglied der Polska Akademia Umiejętności (Polnische Gesellschaft der Gelehrsamkeit) berufen.

## Bibliografie (Auswahl)
- Tomizm w Polsce na przełomie XV i XVI w. (Thomismus in Polen im Übergang vom 15. zum 16. Jahrhundert; 1911)
- La réaction contre le psychologisme en Allemagne. Husserl, ses prédecésseeurs et ses partisans, 1911, Dissertationsschrift
- Johannes Buridan und sein Einfluss auf die scholastische Philosophie in Polen; 1918, Habilitationsschrift
- Odrodzenie nominalizmu w XIV w.; (Die Wiedergeburt des Nominalismus im 14. Jahrhundert; 1926)
- Corpus Philosophorum Medii Aevi; Polska Akademia Umiejętności; 1931
- Miasta i mieszczaństwo w dawnej Polsce; Polska Akademia Umiejętności; 1934
- La gnoséologie de Dante; Polska Akademia Umiejętności; 1950
- La philosophie au XIVe siècle; 6 Bände; 1969